# Coup d'État de 1968 en Irak
La révolution irakienne du 17 juillet a été un coup d'État sans effusion de sang en 1968 en Irak dirigé par Ahmed Hassan al-Bakr, Abd ar-Razzaq an-Naif et Abd ar-Rahman al-Dawud qui ont évincé le président Abdul Rahman Aref et le Premier ministre Tahir Yahya et ont amené la branche régionale irakienne du parti Baas au pouvoir. Les baasistes impliqués dans le coup d'État ainsi que dans la purge ultérieure de la faction modérée dirigée par Naif comprenaient Hardan al-Tikriti, Salih Mahdi Ammash et Saddam Hussein, le futur président de l'Irak. Le coup d'État était principalement dirigé contre Yahya, un nassériste au franc-parler qui a exploité la crise politique créée par la guerre des Six jours de juin 1967 pour pousser le gouvernement modéré d'Arif à nationaliser l'Iraq Petroleum Company (IPC), propriété de l'Occident, afin d'utiliser le « pétrole irakien comme une arme dans la bataille contre Israël ». La nationalisation complète de l'IPC n'a eu lieu qu'en 1972, sous l'administration baasiste. Au lendemain du coup d'État, le nouveau gouvernement irakien a consolidé son pouvoir en dénonçant les prétendues machinations américaines et israéliennes, en exécutant publiquement 14 personnes, dont 9 juifs irakiens, pour de fausses accusations d'espionnage dans le cadre d'une purge plus large, et en s'efforçant d'étendre les relations traditionnellement étroites de l'Irak avec l'Union soviétique.
Le parti Baas aura dirigé de la révolution du 17 juillet jusqu'en 2003, date à laquelle il a été chassé du pouvoir par une invasion menée par les forces américaines et britanniques. La révolution du 17 juillet ne doit pas être confondue avec la révolution du 14 juillet, un coup d'État le 14 juillet 1958, lorsque le roi Fayçal II a été renversé, mettant fin à la dynastie hachémite en Irak et établissant la République d'Irak, ou la révolution du Ramadan du 8 février 1963 qui a amené le parti Baas irakien au pouvoir pour la première fois dans le cadre d'un gouvernement de coalition de courte durée qui a occupé le pouvoir pendant moins d'un an.  